# Olivgrön vireo
Olivgrön vireo (Hylophilus olivaceus) är en fågel i familjen vireor inom ordningen tättingar.

## Utseende och läte
Olivgrön vireo är en 12 cm lång vireo med som namnet antyder helt olivgrön fjäderdräkt. På panna, buk och strupe är den gulare. Den relativt kraftiga näbben är skäraktig och ögat är vitt. Den är mycket lik buskvireon (H. flavipes), men denna är mörkare på främre delen av hjässan och ljusare grå på hakan och strupen. Lätet är ett distinkt högljustt "swee-swee-swee" som upprepas med tio till tolv toner i följd. Buskvireon har antingen en serie med tvåstaviga toner eller en långsammare och mer böjd dubbelton i Centralamerika.

## Utbredning och systematik
Fågeln lever i Anderna, från östra Ecuador till Junín i centrala Peru. Den behandlas som monotypisk, det vill säga att den inte delas in i några underarter.

## Status
Internationella naturvårdsunionen IUCN listar den som livskraftig.